# كيلي هانكوك
كيلي هانكوك (بالإنجليزية: Kelly Hancock)‏ هو سياسي أمريكي، ولد في 2 ديسمبر 1963 في فورت وورث في الولايات المتحدة. حزبياً، نشط في الحزب الجمهوري. وقد انتخب عضو مجلس نواب تكساس وانتخب عضو مجلس ولاية تكساس.